# Ungarische Küche

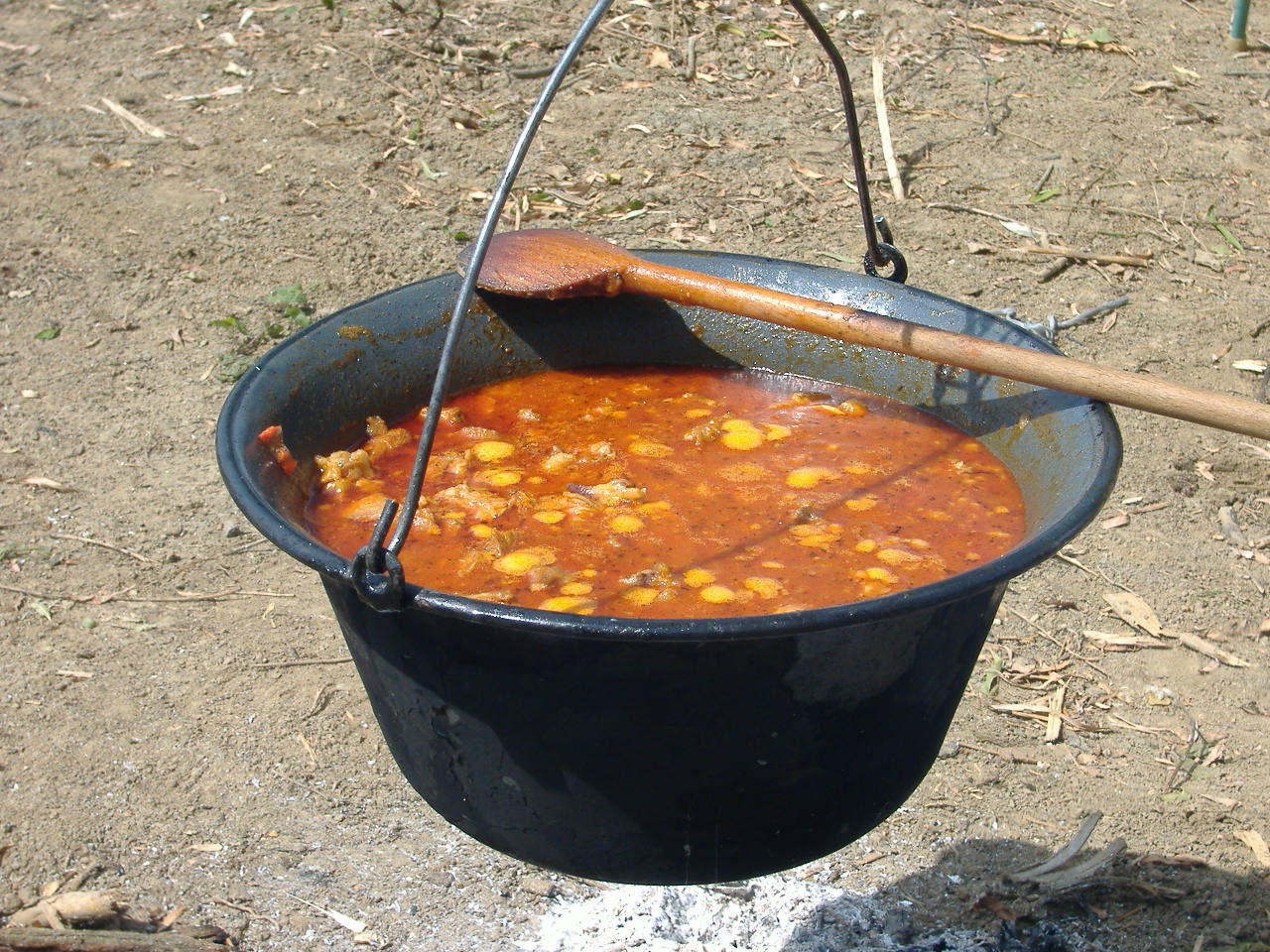
Gulaschsuppe im Kessel

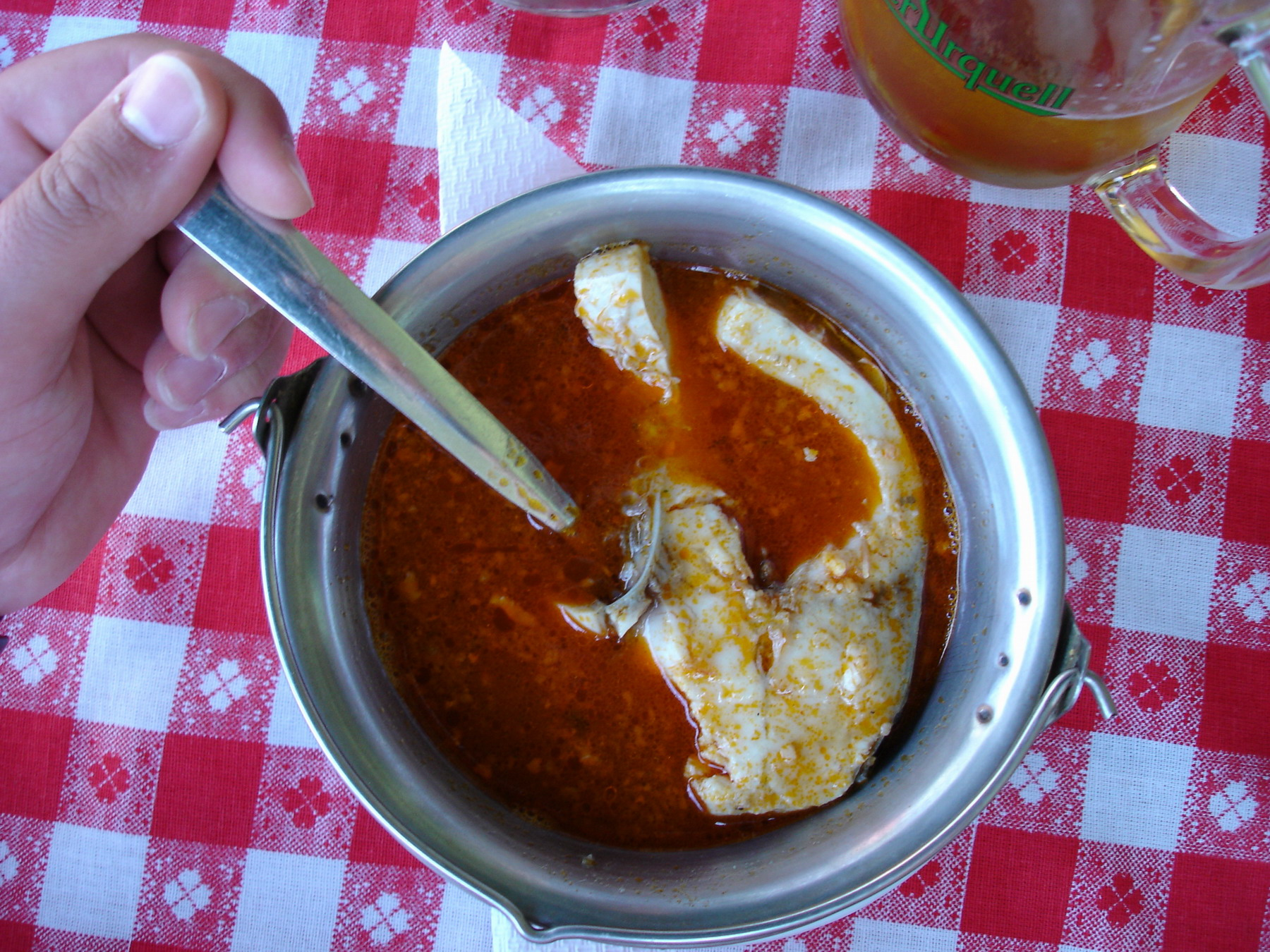
Halászlé (Fischsuppe)

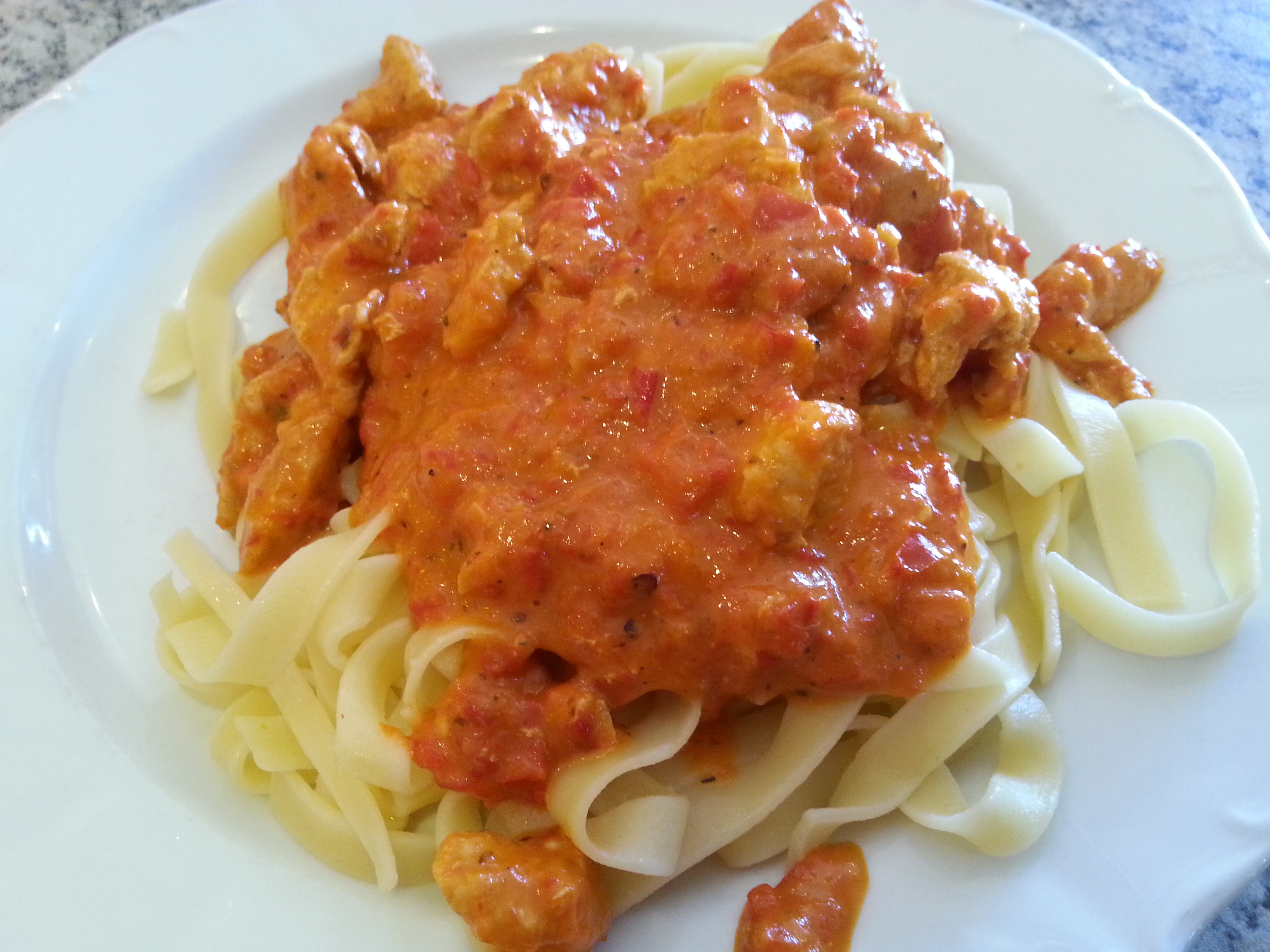
Paprikás Csirke (Hühnchen-Paprikás) mit Bandnudeln

Die ungarische Küche ist die Landesküche Ungarns. Bekannt ist sie unter anderem für Gulaschsuppe (gulyásleves), Pörkölt, Paprikás, Paprikahuhn (paprikás csirke), Tokány, Halászlé, Salami. Esterházy-Torte und eine Vielzahl weiterer Süßspeisen.

## Hintergrund
Historisch basiert die ungarische Küche auf der traditionellen bäuerlichen Küche und der Magnatenküche des ungarischen Hochadels. Eine eigentliche bürgerliche Küche wurde wie in ganz Osteuropa, erst ab dem 19. Jahrhundert entwickelt. Maren Möhring geht so weit, kleinere Nationalküchen generell als Konstrukte des 19. Jahrhunderts anzusehen; Im Fall der ungarischen Küche gehe diese auf damalige (nationalistische) Bestrebungen des ungarischen Adels zurück, sie sei aber von den übergeordneten, auch kulinarisch wirksamen Imperien, sprich der osmanischen wie der Wiener Hofküche nicht scharf zu trennen. Insbesondere in der Nachkriegsgastronomie in Deutschland wurde die Trennung von der Balkanküche auch bei einzelnen Lokalen nicht trennscharf durchgeführt. In jugoslawischen und kroatischen Restaurants wurde und wird teilweise die enge Beziehung zu Österreich-Ungarn auch kulinarisch abgebildet, an die damalige Mode der Balkangrills wurde auch mit Puszta- oder Ungarngrills angeknüpft.

## Merkmale der ungarischen Küche
Eine Reihe von Erzeugnissen spiegelt die geographische und kulturelle Vielfalt des Landes wider, die kulinarisch von Weidehaltung sowie Obst- und Gemüseanbau geprägt ist. Ungarn besitzt seit alters her Weinanbaugebiete mit Produkten wie dem Tokajer und Weißweinen aus dem Gebiet rund um den Balaton (Plattensee). Dieser wird auch für den Fischfang genutzt, etwa für den Fogasch (fogas, also Zander aus dem Balaton), der ein beliebter Speisefisch in Ungarn ist, sei es frittiert oder im Fischgulasch.
Für Ungarns Tradition im Bereich der Back- und Süßwaren zeugen unter anderem die Palatschinken, die Esterházy-Torte, die Dobostorte, Gerbaudschnitten (Zserbó-szelet) oder Schomlauer Nockerln (somlói galuska).
Eine zentrale Rolle in der ungarischen Küche nehmen Paprika (frisch, als Pulver oder püriert) und Sauerrahm (tejföl) ein, die zum Würzen und Abschmecken einer Vielzahl an Speisen dienen. Das traditionelle Kochgerät ist der Kessel (bogrács), meist aus Kupfer. In ihm wurden viele Speisen auf offenem Feuer zubereitet, etwa Kesselgulasch oder Fischsuppe (Halászlé).
Anfang des 20. Jahrhunderts war vor allem der Koch Károly Gundel bedeutend für die ungarische Küche.
Das traditionelle ungarische Frühstück besteht  aus Brot, Butter, Aufschnitt und geschnittenem Gemüse, manchmal wird ein Villás Reggeli (wörtlich „Frühstück mit der Gabel“) zubereitet, das aus Eiern, kaltem Braten und Körözött besteht. Das Mittagessen (ebéd) besteht in Ungarn traditionell aus Suppen und ggf. einem Nachtisch, dabei handelt es sich bei der Suppe im Allgemeinen um Alapleves wie zum Beispiel Grüne-Bohnen-Suppe, Kartoffelsuppe oder Kümmelsuppe. Eines der wichtigsten Sonntagsgerichte ist Húsleves (Fleischsuppe) aus Gemüse (Sellerie, Kohlrabi, Zwiebel, Kohl, Karotte, Petersilienwurzel) und Rindfleisch (Markknochen, Haxe, Hinterteil) hergestellt, manchmal werden auch feine Eiernudeln hinzugefügt. Die Brühe wird abgeseiht und separat gegessen, während das gekochte Gemüse und Rindfleisch als Vorspeise mit Meerrettich oder scharfem Senf verzehrt werden. Zu Fleisch als Hauptgericht wird oft Salat aus (eingelegtem) Kohl, Tomaten oder Gurken serviert, dessen Säure die Paprikaschärfe der oft auf Schmalz basierenden Hauptgerichte mildern soll. Nachmittags wird ein leichter Snack (Uzsonna) verzehrt. Das Abendessen (Vacsora) ist in der Regel leicht – belegte Brote mit Gemüse.
An Heiligabend servieren die Familien zu einem Abendessen oft Fisch (z. B. panierter gebratener Karpfen). Gefülltes Kraut und Mohn- oder Nussbeugel (Beigli) werden an den Weihnachtstagen sowie zwischen Weihnachten und Silvester gegessen. Linseneintopf wird am Silvesterabend zubereitet, um am 1. Januar zum Mittagessen verzehrt zu werden und soll Glück und Wohlstand für das kommende Jahr bringen. Am Karfreitag beginnen ungarische Familien mit dem Fasten und essen kein Fleisch bis am Ostersonntag, wenn es traditionell gepökelten geräucherten Schinken gibt, der auf Bauernhöfen speziell für Ostern bestellt wird. Fleisch wird im Allgemeinen mit Beilagen wie Senf, Rettich und Zwiebeln serviert. Weitere traditionelle Speisen sind hartgekochte Eier oder Eiersalat mit Mayonnaise und geflochtene Kalács.

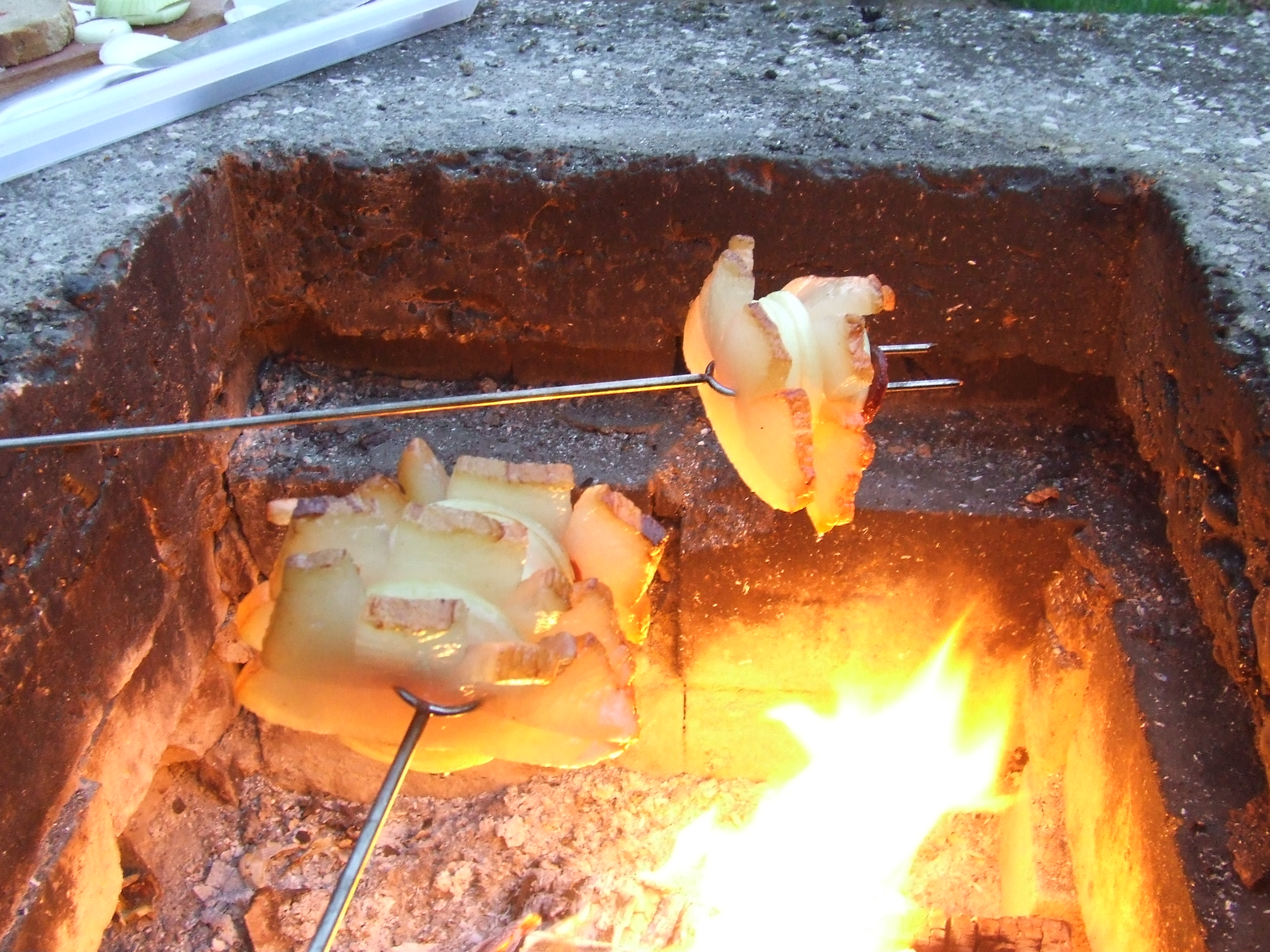
Szalonna, auf offenem Feuer gebraten

Ein beliebter Brauch in Ungarn ist das Zusammenkommen, um auf einem Stock aufgespießten Speck (Szalonna) über einem offenen Lagerfeuer zu braten. Beim Braten des Specks wird das abtropfende Fett auf Brotscheiben aufgefangen, die dann mit gehackten Tomaten, Paprika, Zwiebeln, Radieschen und dem knusprigen, gerösteten Speck verzehrt werden (szallona sütés).

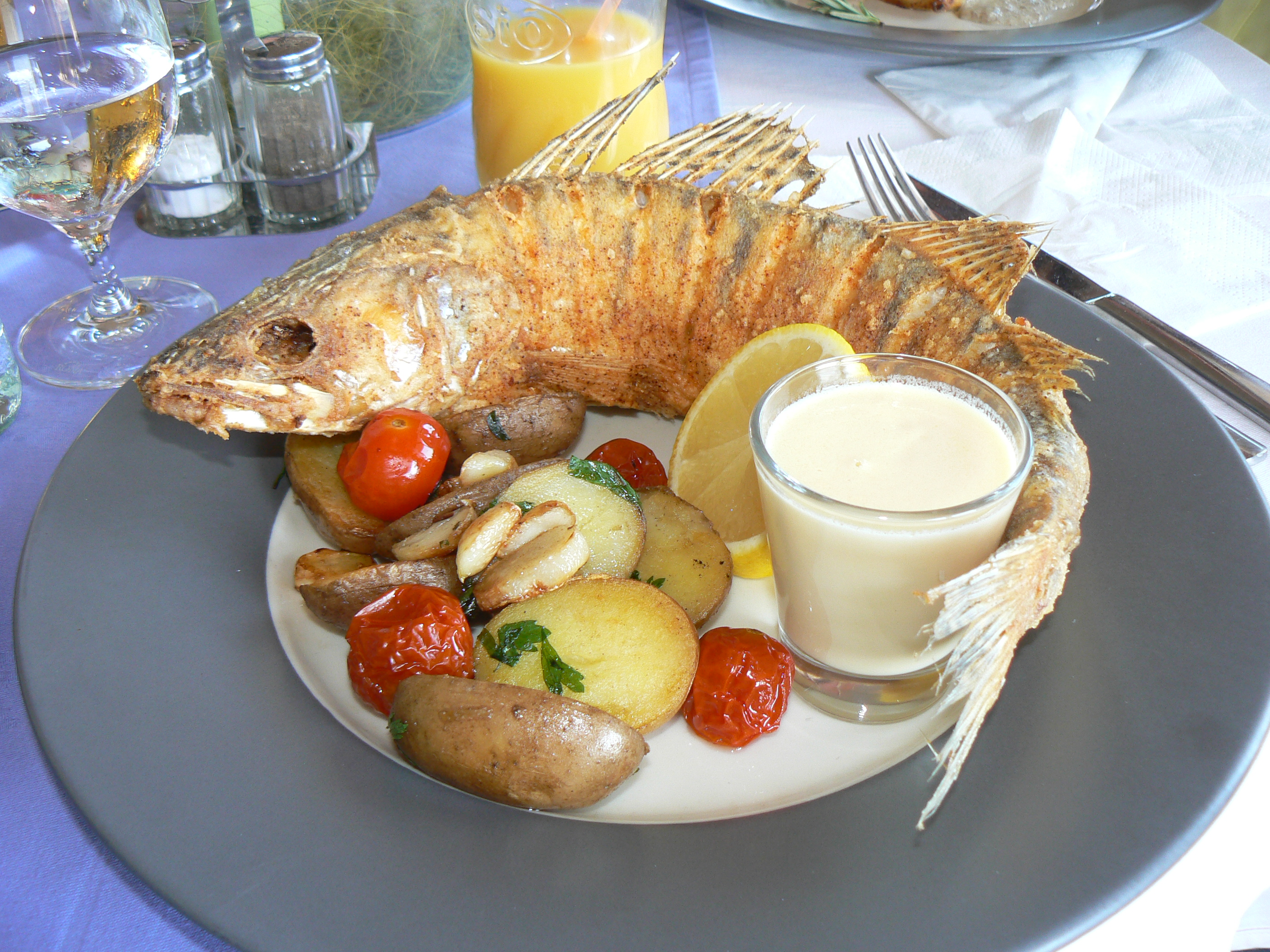
Gebackener Zander

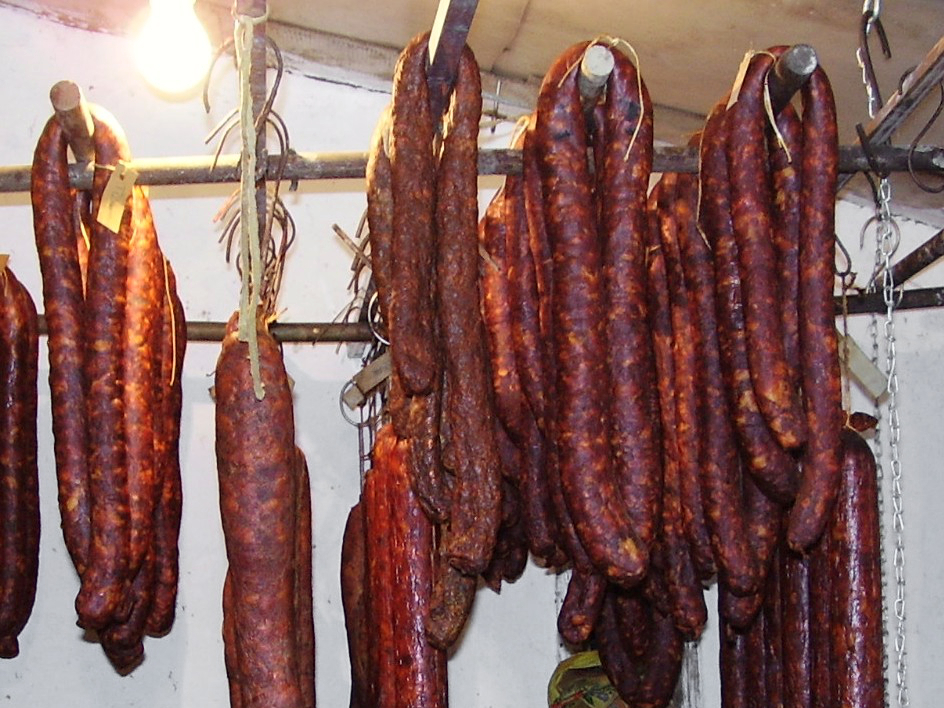
Csabai kolbász

## Gerichte und Produkte

### Fleisch und Fisch
- Gulasch (unter gulyás verstehen die Ungarn allerdings Gulaschsuppe)
  - Bográcsgulyás (Die „Urform“, der Kesselgulasch)
- Pörkölt (von der Konsistenz her dem im deutschen Sprachraum bekannten Gulasch vergleichbar, geschmacklich deutlich anders)
- Paprikasch
- Halászlé (scharfe Fischsuppe, in Ungarn eine „Glaubensfrage“, welche Version die bessere ist)
- Bajaer Fischsuppe (mit Fadennudeln)
- Szegediner Fischsuppe (Szegedi halászlé)
- hausgemachte Spezialitäten vom Schwein (véres hurka: Blutwurst, májas hurka: Leberwurst,  hurka und kolbász zusammen werden disznótoros genannt)
- Fatányéros (eine Grillplatte)
- Fogasch (ungarisch: „fogas“, Zander-Grundlage vieler Gerichte)
- Gänseleber (ungarisch: Libamáj)
- Lucskos káposzta (siehe Weinsteinkraut)
- Hortobágyer Palatschinken (Füllung auf Gulaschbasis)
- Debrecziner (benannt nach der Stadt Debrecen) leicht geräucherte Wurst mit edelsüßem Gewürzpaprika
- Kolbász (pikante Paprikawürste, besonders berühmt: Csabai, Gyulai)
- Korhely-Suppe (Gulaschsuppe mit Sauerkraut)
- Pandúrrostbraten (vgl. Pandur, Polizei oder Leibdiener der Edelleute)
- Paprikahuhn (ungarisch: „Paprikás Csirke“, im Proviantbeutel des reichen Mannes nach Károly Gundel)
- Tokány
- Wintersalami (téliszálami)

### Beilagen und Diverses
- Bableves (Bohnensuppe)
- Hideg Meggyleves (=Kalte Weichselsuppe)
- Lángos (frittierte Hefeteigfladen mit Knoblauch gewürzt, optional mit Käse und/oder Sauerrahm)
- Paprikapulver (z. B. Rosenpaprika)
- Erős Pista, eine scharfe Würzpaste
- Sztrapacska (Nockerln mit Schafskäse, Speckwürfeln und Sauerrahm)
- Tarhonya (kleine Teigware als Beilage)
- Csipetke kleine Teigware für Suppen
- Lecsó (Gemüsegericht aus Paprika, Zwiebeln und Tomaten, meist mit Würstchen)
- Túrós csusza/tészta Bandnudeln mit Grammeln, Schmalz, Topfen und Sauerrahm. Die süße Variante mit Staubzucker und Sauerrahm ist eine beliebte Kinderspeise.
- Kovászos uborka (Salzgurken).
- Túrógombóc (Topfenknödel oder Topfenbällchen) wird hauptsächlich mit Sauerrahm serviert.

Mohnstrudel

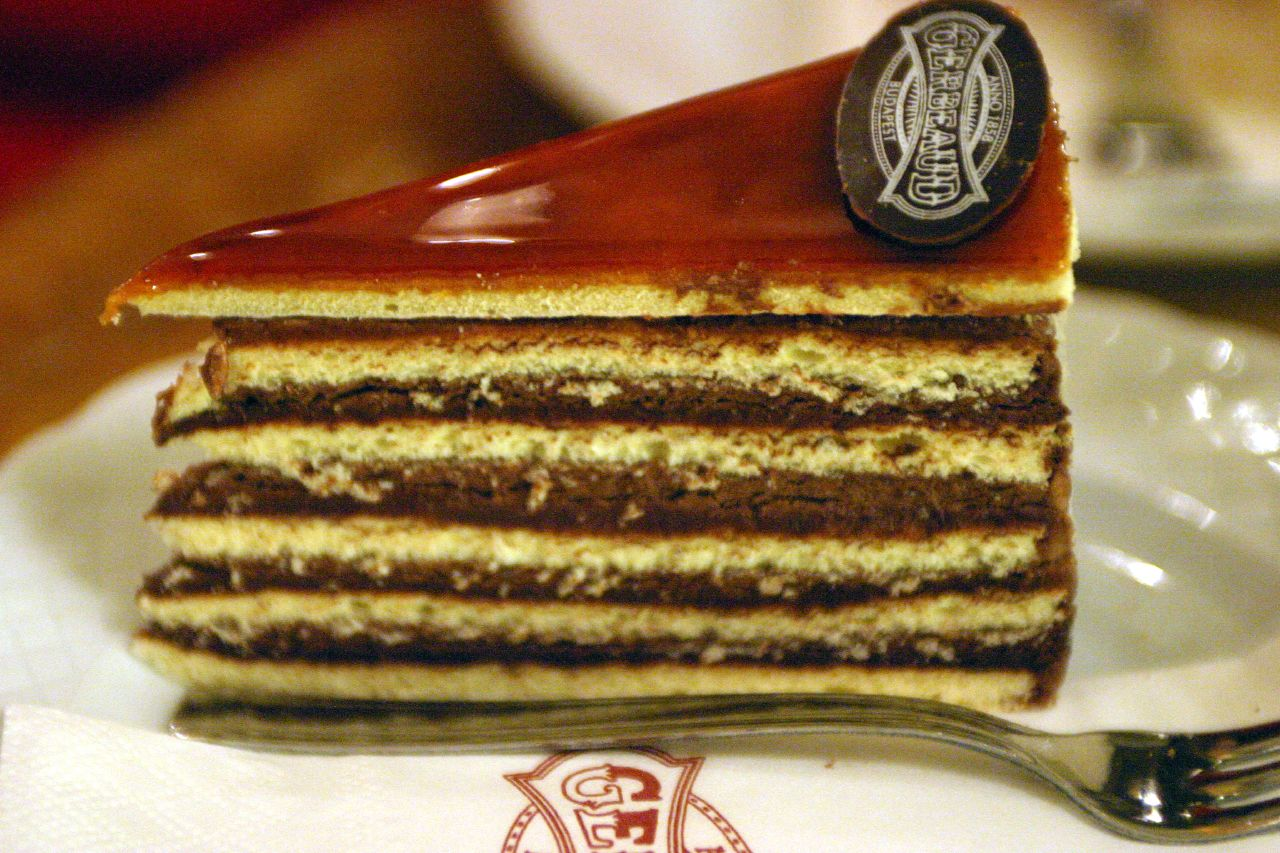
Dobostorte

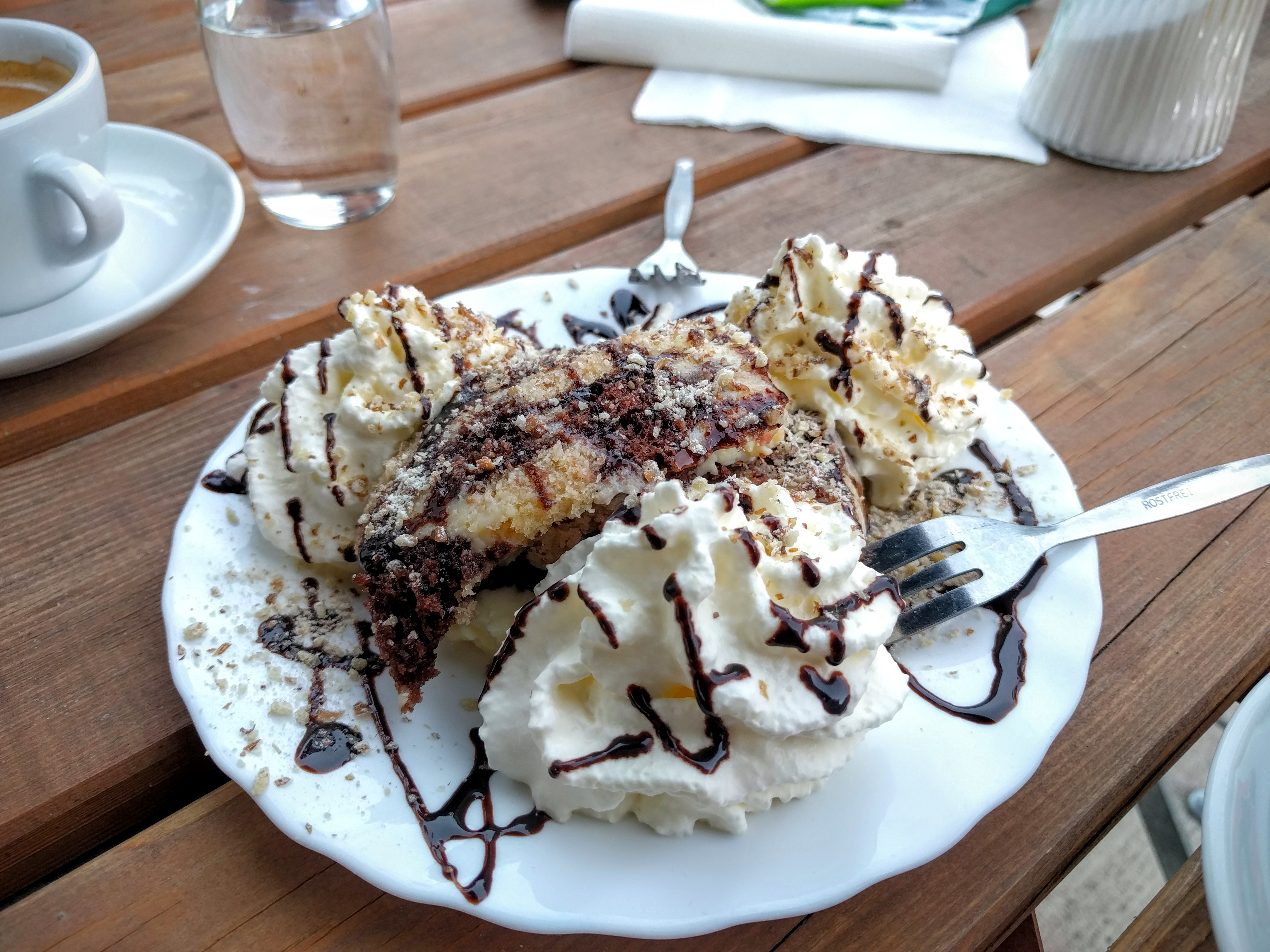
Schomlauer Nockerl, ein typisches Dessert aus Biskuitteig mit Vanillecreme

### Backwaren und Süßspeisen
- Strudel (ungarisch: „Rétes“)
- Pogatschen (ungarisch: „pogácsa“, kleine Backware mit Käse oder Grammeln bzw. Grieben, teilweise Kartoffeln im Teig)
- Zserbo oder auch jerbaud-szelet (Schichttorte mit Aprikosenmarmeladen-Nußfüllung und Schokoglasur)
- Dobostorte (Schichttorte mit Schokocreme und Zuckerglasur)
- Esterházy-Torte
- Lúdláb („Gänsefußtorte“)
- Rigó Jancsi Tortenstücke mit Schoko-Sahnecreme
- Gesztenyepüré Püree aus Edelkastanien, ähnlich der schweizerischen Vermicelles
- Gyümölcsleves, eine Obstsuppe aus Kirschen (meggyleves) oder Himbeeren (málnaleves), süß-saures Entrée oder Dessert, meist kalt
- Palatschinken (ungarisch: „palacsinta“, Pfannkuchen/Omelett als süße Variante)
  - Gundel palacsinta (mit Nussfüllung, aus dem berühmten Budapester Restaurant Gundel)
  - Meggyes palacsinta (mit Sauerkirschen)
  - Rakott palacsinta (geschichtet mit Marmelade)
  - Túrós palacsinta (Topfen-Palatschinken)
- Schomlauer Nockerl (ungarisch „Somlói Galuska“) Biskuitstücke mit Rum, Rosinen, Schokosoße, Nüssen und Schlagsahne
- „Hühnerbeinnudeln“ (frittiertes Gebäck mit Staubzucker)

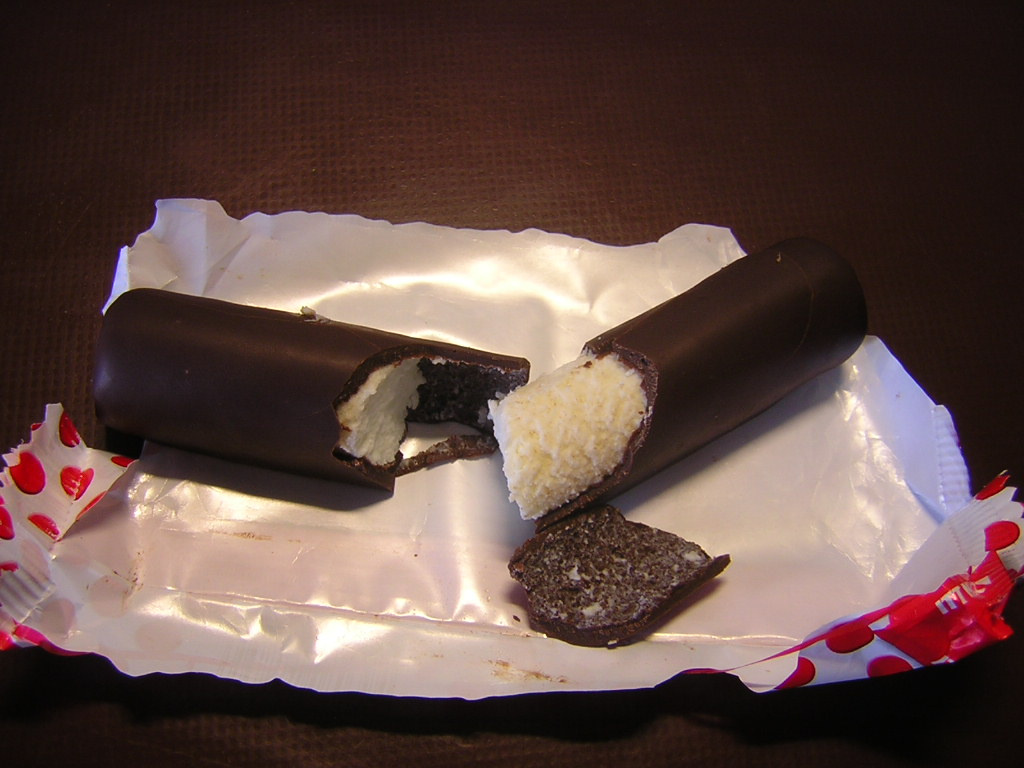
Túró-Rudi-Riegel

- Kürtőskalács (Baumkuchen)
- Ziegler Käsetaler (Käsewaffeln)
- Bejgli (Mohn- und Nussrollen)

### Milchprodukte
- Mackó-Käse (Streichkäse, ähnlich dem aus Frankreich stammenden und auch in Deutschland erhältlichen „La vache qui rit“)
- Túró Rudi (in Schokolade gehüllte süße Quark-Stücke in unterschiedlichen Geschmacksrichtungen: Natur, Erdbeer usw.).

### Getränke

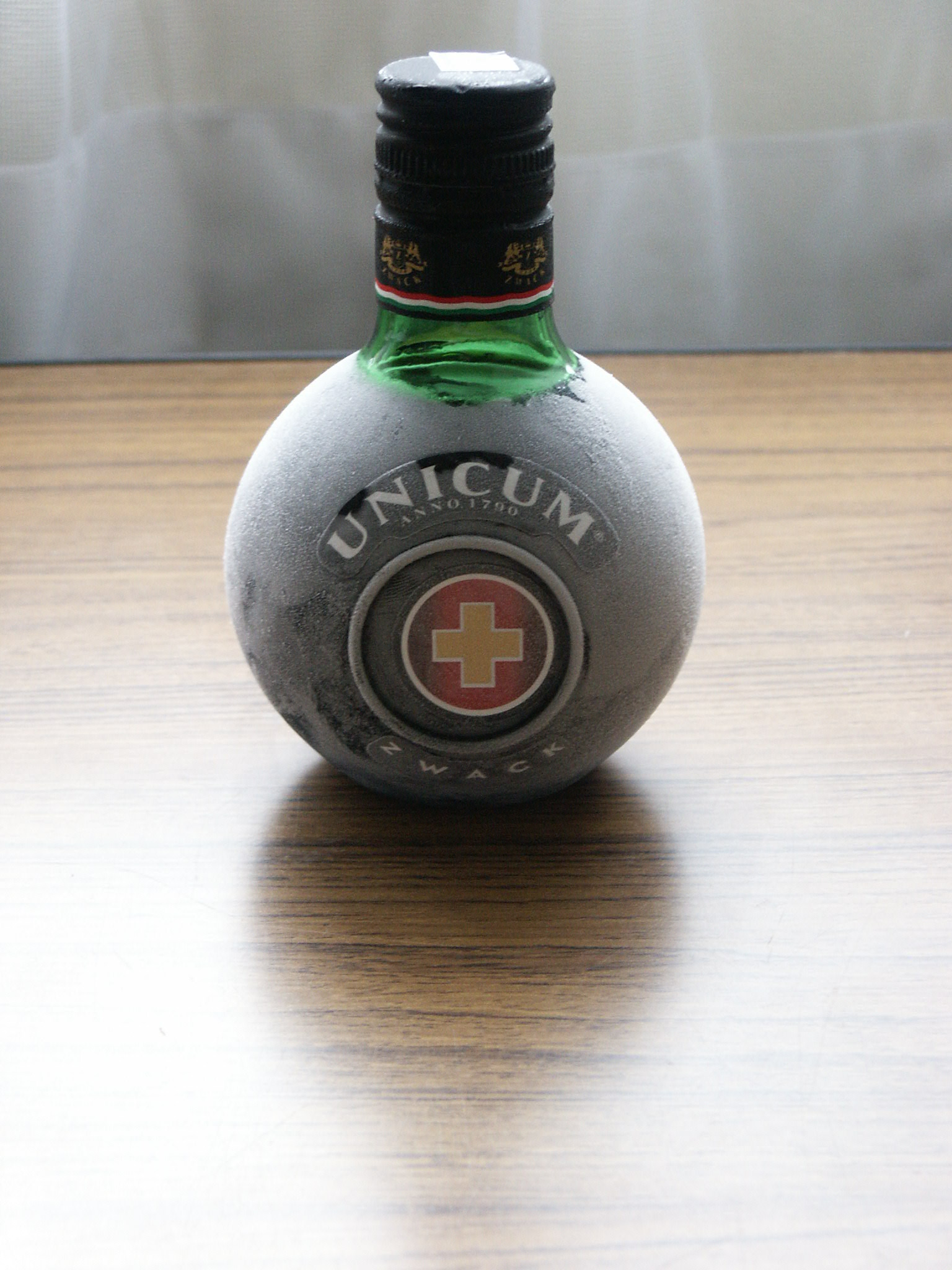
Zwack Unicum

- Weine:

Ungarn ist ein traditionelles Weinbauland. Die vulkanischen Weinbaugebiete am Balaton sind römischen Ursprungs und rund 2000 Jahre alt. Die Geschichte der Weingebiete Sopron in Westungarn sowie Eger und Tokaj in Nordostungarn geht auf das 13. Jahrhundert zurück.
Ungarische Weine waren während der kommunistischen Periode überwiegend Massenprodukte. Seit der politischen Wende in Ungarn im Jahre 1989 wurden zahlreiche Investitionen und Subventionen für die Erneuerung und den qualitativen Wiederaufbau des ungarischen Weinbaus geleistet, so dass in den letzten Jahren wieder ein internationaler Qualitätsstandard erreicht werden konnte. Der bekannteste ungarische Wein ist der Tokajer, der zunehmend auch als trockener Weißwein erzeugt wird. Besonders die südungarischen Weingebiete von Villány-Siklós und Szekszárd haben sich in den letzten Jahren auch international einen Namen mit Rotwein machen können. Außerdem werden Rotweincuvées hergestellt, der bekannteste ist Egri Bikavér aus dem nordostungarischen Eger, der aus mindestens vier Traubensorten assembliert wird.
Bekannte Regionen:
- Erlauer Rotwein (ungarisch: „Egri bikavér“, auch „Stierblut“) und der Weißwein „Egri leányka“ „Erlauer Mädchen“
- Weine aus der Villány-Region, Südungarn
- aus der Badacsony-Region Balaton-Oberland
- Mátra (um Gyöngyös) meist kräftige Landweine
- Sopron/Ödenburg gute, ausgereifte Rotweine

- Barackpálinka oder kurz barack (Marillen-, Aprikosenschnaps). Der Markenname fürs Hungaricum pálinka ist geschützt und darf nur für hochwertige ungarische Originalprodukte verwendet werden!
- Tokajer (ungarisch: „Tokaji“, fruchtiger Dessertwein)
- Zwack Unicum (Kräuterlikör, Digestif)
- Bier in Ungarn: Arany Ászok, Kőbányai, Dreher, Soproni Ászok, Borsodi
- Balfi, Visegrádi, Szentkirályi, Fonyódi, Margitszigeti, Theodora (Mineralwasser)